# Augustinerkloster
Augustinerklöster (früher: Augustinereremitenklöster) gab und gibt es in vielen Städten.

## Bestehende Augustinerklöster
- Augustinerkloster Berlin
- Abtei St. Thomas in Alt Brünn (Staré Brno), die einzige Abtei des Ordens
- Augustinerkloster Erfurt
- Augustinerkloster Fährbrück
- Augustinerkloster Maria Eich
- Augustinerkonvent Münnerstadt, siehe Kloster Münnerstadt
- Studienseminar Weiden
- Augustinerkloster Wien, siehe Augustinerkirche (Wien)
- Augustinerkloster Würzburg
- Augustinerkloster Zwiesel

## Ehemalige Augustinerklöster

### Deutschland
- Kloster Alsfeld
- Augustinerkloster (Anklam)
- Kloster Aufkirchen
- Augustinerkloster Bad Langensalza, jetzt Stadtmuseum
- St. Lambertus (Bedburg)
- Kloster Bedernau
- Kloster Bettbrunn
- Augustinerkloster (Dresden)
- Augustiner-Eremiten-Kloster (Einbeck)
- Augustinerkloster St. Anna (Eisleben)
- Augustinerkloster (Erfurt)
- Kloster der Augustinereremiten (Freiburg im Breisgau), jetzt Augustinermuseum
- Augustinerkloster Germershausen
- Augustinerkloster (Gotha)
- Klosterkirche Grimma und Gymnasium St. Augustin Grimma
- Augustinerkloster Heidelberg
- Augustiner-Eremiten-Kloster (Herford)
- Augustinerkloster Königsberg
- Augustinerkloster Konstanz
- Augustinerkloster Lauingen
- Augustinerkloster (Mainz), Augustinerkirche (Mainz)
- Kloster Marienthal (Hamminkeln)
- Augustinerkloster Memmingen
- Augustinerkloster Messelhausen, siehe Schloss Messelhausen
- Augustinerkloster Mindelheim
- Augustinerkloster München, Augustinerkirche (München)
- Augustinerkloster Nürnberg
- Augustinerkloster Oberndorf am Neckar
- Augustinerkloster Osnabrück
- Kloster Pappenheim
- Kloster Ramsau bei Haag
- Augustinerkloster Regensburg
- Superiorat Rötz
- Kloster Seemannshausen
- Wallerfanger Konvent Saarlouis
- Kloster Schönthal (Oberpfalz)
- Augustinerkloster Schwäbisch Gmünd
- Augustinerkloster Speyer
- Augustinereremitenkloster Sternberg
- Kloster Allerheiligen (Tittmoning)
- Kloster Walldürn
- Kloster Windsheim
- Kloster der Augustinereremiten in Wittenberg, 1524–1546 Wohnhaus Martin Luthers, jetzt Augusteum und Lutherhaus Wittenberg
- Augustinereremitenkloster Worms
- Augustinerkloster Würzburg
- Augustinerkloster in Hillesheim[1]

### Schweiz
- Augustinerkloster (Basel), abgebrochen 1843/44, seit 1849 Museum an der Augustinergasse
- Augustinerkloster Interlaken
- Kloster der Augustinereremiten (Zürich)
- Augustinerkloster Freiburg im Üechtland, siehe Stadtbild und Sehenswürdigkeiten

### Tschechien
- Abtei St. Thomas in Alt-Brünn
- Augustinerkloster Česká Lípa, aufgelöst 1950, seit 1964 Heimatkundemuseum und Galerie in Česká Lípa
- Kloster Dolní Ročov
- Augustiner-Eremitinnenkloster St. Katharina (Prag)
- Augustinerkloster St. Thomas (Prag)
- Kloster Roudnice nad Labem
- Kloster Sadská
- Kloster Zaječov

### Österreich
- Augustiner-Eremiten-Kirche Fürstenfeld
- Augustinerkloster Hallein, Salzburg
- Augustiner-Eremiten-Kloster Lockenhaus, Burgenland
- Augustiner-Eremiten-Kirche Bad Radkersburg
- Kloster der Augustinereremiten in Rattenberg am Inn, aufgegeben 1971, seit 1993 Augustinermuseum Rattenberg, Tirol Bundesland